# Islam liberal
El islam liberal o islam progresista (en árabe: لإسلام التقدمي‎, romanizado: al-islām at-taqaddumī) es, a grandes rasgos, el pensamiento emanado de los musulmanes de tendencia política progresista, que trata de las disciplinas históricas y críticas respecto a los orígenes del islam y del Corán y mira de conciliar modernidad y religión. Los actores de este movimiento son tanto militantes de la sociedad civil como académicos o teólogos. Hacen un tratamiento especial a la promoción de la mujer en la sociedad islámica (feminismo islámico).
Algunos consideran al islam progresista y al islam liberal como dos movimientos distintos: el primero se distingue de los movimientos reformadores islámicos en el sentido que se integra en la corriente del liberalismo teológico, como ya hicieron las otras religiones monoteístas en el siglo XIX y el siglo XX, mientras que los movimientos reformadores islámicos forman parte del integrismo islámico.
También hay que distinguir la corriente liberal, cuyas metodologías se basan en la interpretación y reinterpretación de las escrituras islámicas tradicionales (el Corán) y otros textos (como los hadices), un proceso llamado ijtihad. Esto puede variar de leve a más liberal, donde únicamente el significado del Corán se considera una revelación, con su expresión en palabras vista como la obra del profeta Mahoma en su tiempo y contexto particulares. Como consecuencia, los musulmanes liberales/progresistas pueden interpretar los versos del Corán alegóricamente o incluso dejarlos de lado, contra una lectura hermética, de la corriente llamada «islam secular».
Algunos musulmanes liberales se ven a sí mismos como retornando a los principios de la umma temprana y a una pretensión ética y pluralista del Corán. Se distancian de algunas interpretaciones tradicionales y menos liberales de la ley islámica que consideran que tienen una base cultural y no tienen una aplicabilidad universal. El movimiento de reforma utiliza el monoteísmo «como un principio organizador para la sociedad humana y la base del conocimiento religioso, la historia, la metafísica, la estética y la ética, así como el orden social, económico y mundial».
Incluso antes de los aspectos sociales, como la defensa del secularismo, la no obligación o la restricción del uso del velo islámico o la negativa del castigo corporal previstos por la sharía o la yihad son algunos de los puntos defendidos por gran parte de los musulmanes liberales del siglo XXI. Al-Nahda, es principalmente una corriente de profundización teológica.

## Antecedentes en la filosofía islámica
El auge del Islam, basado tanto en el Corán como en Mahoma, alteró fuertemente los equilibrios de poder y las percepciones del origen del poder en la región mediterránea. La primitiva filosofía islámica primitiva enfatizó un vínculo inexorable entre la ciencia y la religión, y el proceso de ijtihad para encontrar la verdad; en efecto, toda filosofía era «política»", ya que tenía implicaciones reales para la gobernabilidad. Este punto de vista fue desafiado por los filósofos mutazilitas «racionalistas», quienes sostuvieron una actitud de vista filosófico más helenístico, razón por encima de la revelación, y como tal son conocidos, por los estudiosos modernos, como los primeros teólogos especulativos del Islam; fueron apoyados por una aristocracia secular que buscaba la libertad de acción independiente del califato. Sin embargo, a fines del antiguo período, la visión ashariyyah 
«tradicionalista» del Islam había triunfado en general. Según los asharitas, la razón debe estar subordinada al Corán y la Sunna.

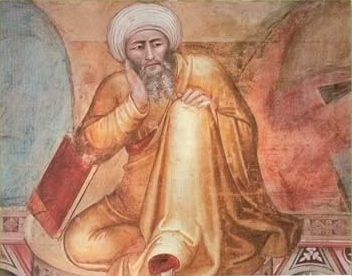
Averroes fue el filósofo preeminente en la historia de Al-Ándalus. Pintura del de Andrea di Bonaiuto.

Averroes, era un político medieval andalusí. Al ser descrito como «el padre fundador del pensamiento secular en Europa occidental», fue conocido por el apodo de «el comentarista» por sus bellos comentarios sobre las obras de Aristóteles. Su trabajo principal fue La destrucción de la destrucción en la que defendió la filosofía contra las afirmaciones de Al-Ghazali en La destrucción de los filósofos. Sus otros trabajos fueron Fasl al-Maqal y Kitab al-Kashf. Ibn Rushd (Averroes presentó un argumento en Fasl al-Maqal que proporciona una justificación para la emancipación de la ciencia y la filosofía de la teología oficial Ash'ari y que no existe una contradicción inherente entre la filosofía y la religión; por lo tanto, el averroísmo ha sido considerado un precursor del secularismo moderno.  Averroes acepta el principio de la igualdad de las mujeres. Según él, deberían ser educadas y permitirles servir en el ejército; las mejores entre ellas podrían ser las filósofas o gobernantes del mañana. El movimiento filosófico del siglo XIII en la tradición cristiana y judeocristiana basada en el trabajo de Ibn Rushd se llama Averroísmo. Se convirtió en una figura simbólica en el debate sobre el declive y la revitalización propuesta del pensamiento islámico y la sociedad islámica a finales del siglo XX. Mohammed 'Abed al-Jabri, con su Critique de la Raison Arabe (1982), fue un notable defensor de tal renacimiento del pensamiento averroista en la sociedad islámica.

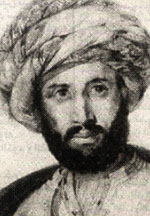
Rifa'a Al-Tahtawi, 1801-1873.

En 1831, el egiptólogo e intelectual renacentista Rifa'a Al-Tahtawi formó parte del esfuerzo estatal para modernizar la infraestructura y la educación egipcia. Presentó a su audiencia egipcia las ideas de la Ilustración, como la autoridad secular y los derechos políticos y la libertad; en su obra más conocida, Takhlis al-Ibriz fi Talkhis Barizsus es el primer libro en la historia de la literatura árabe moderna en exhortar a los musulmanes a abrirse a un mundo nuevo de ideas políticas y sociales sobre cómo debería ser una sociedad civilizada moderna y qué constituía, por extensión, un civilizado o «buen egipcio»; y sus ideas sobre el interés público y el bien público. Es considerado el padre del pensamiento árabe moderno y fundador del renacimiento cultural de Egipto (nahda) que floreció en los años 1860-1940.
Tahtawi es considerado uno de los primeros adaptadores al modernismo islámico. Los modernistas islámicos intentaron integrar los principios islámicos con las teorías sociales europeas. En 1826, Al-Tahtawi fue enviado a París por Mehmet Ali, donde estudió en una misión educativa durante cinco años, y regresó en 1831. Fue nombrado director de la Escuela de Idiomas. En la escuela, trabajó traduciendo libros europeos al árabe. Tahtawi fue instrumental en la traducción de manuales militares, geografía e historia europea. En total, Al-Tahtawi supervisó la traducción de más de 2.000 obras extranjeras al árabe, incluso hizo comentarios favorables sobre la sociedad francesa en algunos de sus libros. Destacó que los Principios del Islam son compatibles con los de la modernidad europea. El escritor entiende que si Egipto no puede permanecer unido, podría ser presa de los invasores externos, además destaca la importancia de que los ciudadanos defiendan el deber patriótico de su país. Una forma de proteger el propio país de acuerdo con Tahtawi, es aceptar los cambios que vienen con una sociedad moderna.

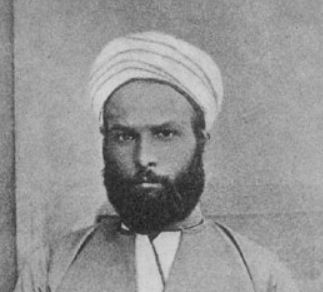
Muhammad Abduh.

El jurista y erudito religioso islámico egipcio Muhammad Abduh, considerado como una de las principales figuras fundadoras del reformismo islámico o algunas veces llamado neo- mu'tazilismo, rompió la rigidez del ritual musulmán, el dogma y los lazos familiares. Abduh argumentó que los musulmanes no podían simplemente depender de las interpretaciones de los textos proporcionados por los clérigos medievales, debían utilizar la razón para mantenerse al día con los tiempos cambiantes. Dijo que en el islam el hombre no fue creado para ser guiado por una brida, al hombre se le dio inteligencia para que pudiera ser guiado por el conocimiento. Según Abduh, el papel de un maestro era dirigir a los hombres hacia el estudio. Creía que el islam alentaba a los hombres a separarse del mundo de sus antepasados y que el islam reprendía la imitación servil de la tradición. Dijo que las dos posesiones más grandes relacionadas con la religión con las que el hombre tenía gracia eran la independencia de voluntad y la independencia de pensamiento y opinión. Fue con la ayuda de estas herramientas que pudo alcanzar la felicidad. Creía que el crecimiento de la civilización occidental en Europa se basaba en estos dos principios. En sus obras, él retrata a Dios como educando a la humanidad desde su infancia hasta su juventud y luego hasta la edad adulta. Según él, el islam es la única religión cuyos dogmas pueden ser probados por el razonamiento. Estaba en contra de la poligamia y pensaba que era una costumbre arcaica. Creía en una forma de Islam que liberaría a los hombres de la esclavitud, proporcionaría derechos iguales a todos los seres humanos, aboliría el monopolio de los eruditos religiosos sobre la exégesis y aboliría la discriminación racial y la compulsión religiosa.
Muhammad Abduh afirmó en su libro Al-Idtihad fi Al-Nasraniyya wa Al-Islam, que nadie tenía autoridad religiosa exclusiva en el mundo islámico. Argumentó que el califa no representaba a la autoridad religiosa, porque él no era infalible ni el califa era la persona a quien se daba la revelación; por lo tanto, según Abduh, el califa y otros musulmanes son iguales, argumentó que el califa debería tener el respeto de la umma pero no gobernarlo; la unidad de la umma es una unidad moral que no impide su división en estados nacionales. Mohammad Abduh hizo grandes esfuerzos para predicar la armonía entre los sunitas y los chiitas. En términos generales, predicó la hermandad entre todas las escuelas de pensamiento en el islam. Pidió regularmente una mejor amistad entre las comunidades religiosas. Como el cristianismo era la segunda religión más grande de Egipto, dedicó esfuerzos especiales a la amistad entre musulmanes y cristianos. Tenía muchos amigos cristianos y muchas veces se puso de pie para defender a los coptos.

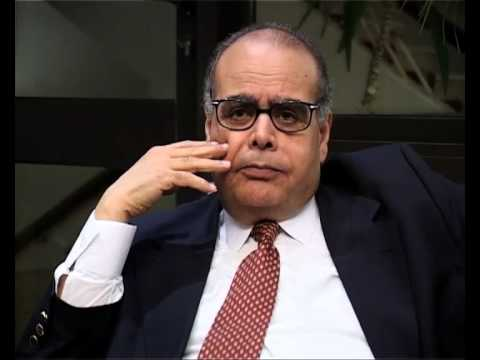
Nasr Hamid Abu Zayd.

El pensador coránico egipcio, autor, académico Nasr Hamid Abu Zayd fue uno de los principales teólogos liberales del Islam. Famoso por su proyecto humanista coránico de una hermenéutica, que «desafió las opiniones de la corriente principal» sobre el Corán que desató la «controversia y el debate».  Si bien no niega que el Corán fuera de origen divino, Zayd argumentó que era un «producto cultural» que debía leerse en el contexto de la lengua y la cultura de los árabes del siglo VII, y podría ser interpretado en más de una forma. También criticó el uso de la religión para ejercer el poder político. La corte de la Sharia lo declaró apóstata, lo que llevó a amenazas de muerte y su huida de Egipto varias semanas después. Más tarde «en silencio» regresó a Egipto donde murió.)
Según el académico Navid Kermani, «los tres temas clave» que surgen del trabajo de Abu Zayd son:
1. para rastrear las diversas interpretaciones y configuraciones históricas del texto del Corán único desde los primeros días del Islam hasta el presente;
2. para demostrar la «diversidad interpretativa» —al-ta 'addud alta' wili—[36] que existe dentro de la tradición islámica;
3. y para mostrar cómo esta diversidad ha sido «cada vez más descuidada» en la historia islámica.[34]

- Se vio a sí mismo como un heredero de la Muʿtazila, «particularmente su idea del Corán creado y su tendencia hacia la interpretación metafórica».[37]
- Se opuso firmemente a la creencia en una «interpretación única, precisa y válida del Corán transmitida por el Profeta en todo momento».[38]

En su opinión, el Corán convirtió a la cultura árabe islámica en una «cultura del texto» por excelencia, pero como el lenguaje del Corán no se explica por sí mismo, esta cultura árabe islámica implícita era también una cultura de interpretación.  Abu Zayd enfatizó el «intelecto» en la comprensión del Corán, a diferencia de «un enfoque hermenéutico que da prioridad a las tradiciones narradas [ hadiz ]». Como reflejo de esto, Abu Zaid usó el término ta'wil (interpretación) para los esfuerzos por comprender el Corán, mientras que en las ciencias islámicas, la literatura que explicaba el Corán se denominaba tafsir.(comentario, explicación).
Para Abu Zaid, la interpretación va más allá de la explicación o el comentario, «porque sin» el Corán no tendría significado:

El texto [coránico] cambió desde el primer momento, es decir, cuando el Profeta lo recitó en el momento de su revelación, de su existencia como texto divino (nass ilahi), y se convirtió en algo comprensible, en un texto humano (nass insani), porque cambió de revelación a interpretación (li-annahu tahawwala min al-tanzil ila al-ta'wil). La comprensión del texto por parte del Profeta es una de las primeras fases del movimiento que resulta de la conexión del texto con el intelecto humano.

Desde el comienzo de su carrera académica, Abu Zaid desarrolló una visión hermenéutica renovada —la teoría y la metodología de interpretación del texto— del Corán y otros textos sagrados islámicos, argumentando que deberían interpretarse en el contexto histórico y cultural de su tiempo. El error de muchos eruditos musulmanes fue «ver el Corán únicamente como un texto, lo que llevó a los conservadores y liberales a una batalla de citas, cada grupo viendo versos claros —cuando están de su lado— y ambiguos —cuando están en contradicción). con su visión—». Pero este tipo de controversia llevó a conservadores y liberales a producir una hermenéutica autoritaria. Esta visión del Corán, como texto fue la visión de las élites de las sociedades musulmanas, mientras que, al mismo tiempo, el Corán como «discurso oral» desempeñó el papel más importante en la comprensión de las masas.
Abu Zayd pidió otra lectura del libro sagrado a través de una «hermenéutica humanista», una interpretación que ve al Corán como un fenómeno viviente, un discurso. Por lo tanto, el Corán puede ser «el resultado del diálogo, el debate, a pesar de la discusión, la aceptación y el rechazo». Esta interpretación liberal del Islam debería abrir espacio para nuevas perspectivas sobre la religión y el cambio social en las sociedades musulmanas. Su análisis encuentra varios «pedidos insistentes de justicia social» en el Corán. Un ejemplo es cuando Mahoma, que se dedica a predicar a los ricos coraichitas, no pudo prestar atención a un pobre ciego llamado Ibn Umm Maktūm que vino a pedirle al profeta un consejo. El Corán critica fuertemente la actitud de Mahoma. (Corán 80 : 10).
Abu Zayd también argumentó que si bien el discurso coránico se construyó en una sociedad patriarcal, y por lo tanto los destinatarios eran hombres, naturalmente, recibieron permiso para casarse, divorciarse y casar a sus parientes femeninas, «es posible imaginar que las mujeres musulmanas recibir los mismos derechos», por lo que el Corán tenía una «tendencia a mejorar los derechos de las mujeres». La posición clásica del ulama moderna sobre ese tema es comprensible ya que «todavía creen en la superioridad del hombre en la familia».
El enfoque crítico de Abu Zayd al discurso islámico clásico y contemporáneo en los campos de la teología, la filosofía, el derecho, la política y el humanismo promovió el pensamiento islámico moderno que podría permitir a los musulmanes construir un puente entre su propia tradición y el mundo moderno de la libertad de expresión. igualdad — derechos de las minorías, derechos de las mujeres, justicia social—, derechos humanos, democracia y globalización.

### Ijtihad
Ijtihad —esfuerzo físico o mental, gastado en una actividad en particular—, es un término legal islámico que se refiere al razonamiento independiente, o al ejercicio exhaustivo de la facultad mental de un jurista para encontrar una solución a una cuestión jurídica. Se contrasta con el taqlid —imitación, conformidad con el precedente legal—. De acuerdo con la teoría sunita clásica, ijtihad requiere experiencia en el idioma árabe, teología, textos revelados y principios de jurisprudencia (usul al-fiqh), y no se emplea cuando los textos auténticos y autorizados (el Corán y el hadiz) se consideran inequívocos con respecto a la pregunta, o cuando existe un consenso académico existente (ijma). Se considera que ijtihad es un deber religioso para aquellos calificados para realizarlo. Un erudito islámico que está calificado para realizar el ijtihad se llama mujtahid.
A partir del siglo XVIII, algunos reformadores musulmanes comenzaron a pedir el abandono del taqlid y el énfasis en el ijtihad, que consideraban un retorno a los orígenes islámicos. Los debates públicos en el mundo musulmán que rodea al ijtihad continúan hasta nuestros días. La defensa se ha asociado particularmente con los modernistas islámicos. Entre los musulmanes contemporáneos en Occidente han surgido nuevas visiones de ijtihad que enfatizan valores morales sustantivos sobre la metodología jurídica tradicional.

## Cuestiones específicas

### Feminismo

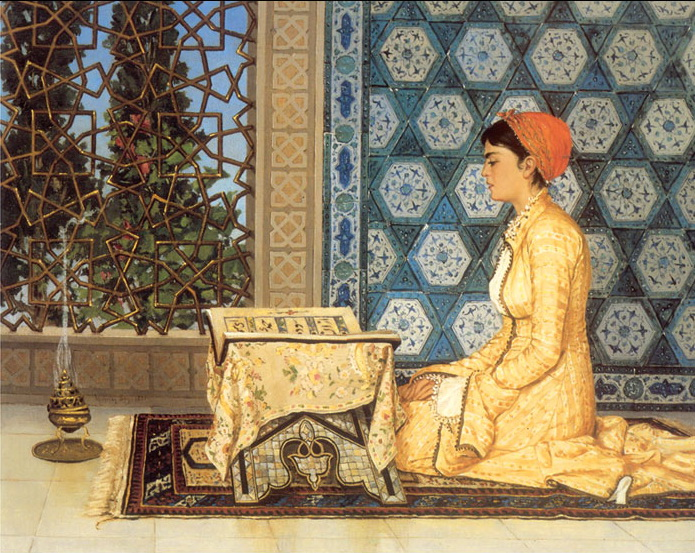
Chica recitando el Corán, una pintura de 1880 del otomano Osman Hamdi Bey, cuyas obras a menudo mostraban mujeres dedicadas a actividades educativas.

Margot Badran defendió una combinación de islam y feminismo como «un discurso y práctica feministas articulados dentro de un paradigma islámico» en 2002.  Las feministas islámicas basan sus argumentos en el islam y sus enseñanzas, buscan la plena igualdad de mujeres y hombres en la esfera personal y pública, y pueden incluir a no musulmanes en el discurso y el debate. El feminismo islámico es definido por los eruditos islámicos como más radical que el feminismo secular, y como anclado dentro del discurso del Islam con el Corán como texto central.
En los últimos tiempos, el concepto de feminismo islámico ha crecido todavía más con los grupos islámicos que buscan obtener apoyo de muchos aspectos de la sociedad. Además, las mujeres musulmanas educadas se esfuerzan por articular su papel en la sociedad. Ejemplos de grupos feministas islámicos son la Asociación Revolucionaria de Mujeres de Afganistán, fundada por Meena Keshwar Kamal, La búsqueda de la «Mujer Musulmana por la Igualdad de la India», y «Hermanas en el Islam de Malasia», fundada por Zainah Anwar y Amina Wadud entre otras cinco mujeres.
En 2014, el Consejo Religioso Islámico de Selangor ubicado en la Malasia peninsular, emitió una fetua declarando que las «Hermanas en el Islam,» así como cualquier otra organización que promueva el liberalismo religioso y el pluralismo, se desvían de las enseñanzas del Islam. Según el edicto, las publicaciones que se considera que promueven el pensamiento religioso liberal y pluralista deben ser declaradas ilegales y confiscadas, mientras que las redes sociales también deben ser monitoreadas y restringidas.  Como las fetuas son legalmente vinculantes en Malasia, «Hermanas en el Islam» lo impugna por razones constitucionales.

### Derechos humanos

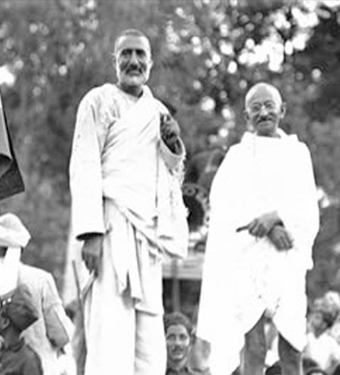
Abdul Ghaffar Khan con Mahatma Gandhi.

El pensamiento político islámico moderado sostiene que el fomento de la identidad musulmana y la propagación de valores como la democracia y los derechos humanos no se excluyen mutuamente, sino que deben promoverse juntos.
La mayoría de los musulmanes liberales creen que el islam promueve la noción de igualdad absoluta de toda la humanidad y que es uno de sus conceptos centrales. Por lo tanto, una violación de los derechos humanos se ha convertido en una fuente de gran preocupación para la mayoría de los musulmanes liberales. Los musulmanes liberales difieren de sus contrapartes culturalmente conservadoras en que creen que toda la humanidad está representada bajo el paraguas de los derechos humanos. Muchos países de mayoría musulmana han firmado tratados internacionales de derechos humanos, pero el impacto de estos, en gran medida, todavía debe verse en los sistemas legales locales, un punto destacado por el hecho de que la mayoría de los países que imponen interpretaciones conservadoras de la ley de la Sharia se encuentran entre los países más represivos del mundo, mientras que los estados seculares son a menudo los más abiertos y tolerantes.
Los liberales musulmanes a menudo rechazan las interpretaciones tradicionales de la ley islámica, que permiten a «Ma malakat aymanukum» y la esclavitud . Dicen que la esclavitud se opuso a los principios islámicos que creen que se basan en la justicia y la igualdad y algunos dicen que los versos relacionados con la esclavitud o «Ma malakat aymanukum» ahora no se pueden aplicar debido al hecho de que el mundo ha cambiado, mientras que otros dicen que esos versos están totalmente mal interpretados y torcidos para legitimar la esclavitud. En el siglo XX, los estudiosos del sur de Asia Ghulam Ahmed Pervez y Amir Ali argumentaron que la expresión «Ma malakat aymanukum» debe leerse correctamente en tiempo pasado. Cuando algunos pidieron la reincorporación de la esclavitud en Pakistán tras su independencia del gobierno colonial británico, Pervez argumentó que el tiempo pasado de esta expresión significa que el Corán había impuesto «una prohibición no calificada» a la esclavitud.

### Derechos LGBT
En enero de 2013 se lanzó la Alianza Musulmana para la Diversidad Sexual y de Género (MASGD). La organización fue formada por miembros del Grupo de Trabajo de Musulmanes Queer, con el apoyo del Grupo de Trabajo Nacional de Gays y Lesbianas. Varios miembros iniciales de MASGD habían estado involucrados anteriormente con la Fundación Al-Fatiha, incluidos Faisal Alam e Imam Daayiee Abdullah.
El Proyecto Safra para mujeres tiene su sede en el Reino Unido. Apoya y trabaja en temas relacionados con los prejuicios de las mujeres musulmanas LGBTQ. Fue fundado en octubre de 2001 por mujeres musulmanas LBT. El «espíritu» del proyecto Safra es de «inclusión y diversidad».
En Australia, Nur Wahrsage ha sido un defensor de los musulmanes LGBTI y fundó Marhaba, un grupo de apoyo para los musulmanes queer en Melbourne. En mayo de 2016, Wahrsage reveló que es homosexual en una entrevista del canal SBS2 en las noticias The Feed, siendo el primer Imán en Australia abiertamente homosexual.
En Canadá, Salaam es el primer grupo musulmán gay en Canadá y el segundo en el mundo. Salaam fue fundado en 1993 por El-Farouk Khaki, quien organizó la Conferencia Internacional Salaam/Al-Fateha en 2003.
En mayo de 2009, Laury Silvers, un académico de estudios religiosos de la Universidad de Toronto, fundó «Toronto Unity Mosque/el-Tawhid Juma Circle», junto con los activistas musulmanes de los derechos de los homosexuales El-Farouk Khaki y Troy Jackson. «Unity Mosque/ETJC» es una mezquita LGBT+ con igualdad de género.
En noviembre de 2012, un erudito islámico gay y fundador del grupo 'Homosexual Muslims of France', Ludovic-Mohamed Zahed, estableció una sala de oración en París, Francia. Fue descrito por la prensa como la primera mezquita «gay-friendly» en Europa. La reacción del resto de la comunidad musulmana en Francia ha sido mixta, la inauguración ha sido condenada por la Gran Mezquita de París..
Ejemplos de trabajos de los medios musulmanes LGBT son en 2006 en Channel 4 el documental Gay Muslims, una película producida por la compañía Unity Productions Foundation, las películas documentales del 2007 y 2015 A Jihad for Love y A Sinner in Mecca, ambas producidas por Parvez Sharma, y la publicación jordana LGBT My.Kali.

### Secularismo

El papel del islam o la religión en los países de mayoría musulmana tal como se describe en las constituciones, incluidos los estados islámicos y laicos.
Estado islámico
Religión estatal
No está claro / No declaración
Estado secular

La definición y aplicación del secularismo, especialmente el lugar de la religión en la sociedad, varía entre los países musulmanes como lo hace entre los países occidentales. Como también, el concepto de secularismo varía entre los secularistas en el mundo musulmán, las reacciones de los intelectuales musulmanes a la presión de la secularización también varían. Por un lado, el secularismo es condenado por algunos intelectuales musulmanes que no creen que la influencia religiosa deba ser eliminada de la esfera pública. Por otra parte, otros dicen que el laicismo es compatible con el Islam. Por ejemplo, la búsqueda del secularismo ha inspirado a algunos eruditos musulmanes que argumentan que el gobierno secular es la mejor manera de observar la sharia.; «imponer [sharia] a través del poder coercitivo del estado niega su naturaleza religiosa, porque los musulmanes estarían observando la ley del estado y no cumpliendo libremente con sus obligaciones religiosas como musulmanes», dice Abdullahi Ahmed An-Na'im, profesor de derecho en Universidad de Emory y autor de Islam and the secular state : negotiating the future of Shariʻa. Por otra parte, algunos estudiosos argumentan que los estados seculares han existido en el mundo musulmán desde la Edad Media.

## Movimientos
A lo largo de los siglos XIX y XX, de acuerdo con sus sociedades y perspectivas cada vez más modernas, los musulmanes liberales han tendido a reinterpretar muchos aspectos de la aplicación de su religión en su vida en un intento por reconectarse. Esto es particularmente cierto en el caso de los musulmanes que ahora se encuentran viviendo en países no musulmanes.
Al menos un observador (Max Rodenbeck) ha notado varios desafíos para la «reforma», es decir, la adaptación a la Ilustración, la razón y la ciencia, la separación de la religión y la política, que las otras dos religiones abrahámicas no tuvieron que lidiar con:

...mientras que la reforma cristiana y judía evolucionó a lo largo de los siglos, de manera relativamente orgánica y autogenerada, aunque a menudo sangrienta, la moda, el desafío al islamismo de conceptos como el razonamiento empírico, el estado-nación, la teoría de la evolución y el individualismo llegaron todos de una manera amontonada y con demasiada frecuencia en la punta de un arma.

Además, la ley tradicional de la sharia se ha formado en toda su complejidad al servir durante siglos como «la columna vertebral» de los sistemas legales de los estados musulmanes, mientras que millones de musulmanes, ahora, viven en estados no musulmanes. El islam también carece de una «jerarquía religiosa ampliamente reconocida para explicar los cambios doctrinales o para hacerlos cumplir» porque no tiene una iglesia central.

### Modernismo islámico
El modernismo islámico o reformismo islámico, también denominado a veces salafismo modernista, es un movimiento que ha sido descrito como «la primera respuesta ideológica musulmana», que intenta reconciliar la fe islámica con valores occidentales modernos como el nacionalismo, la democracia, los derechos civiles, la racionalidad, el igualitarismo y el progreso social. Presentó un «reexamen crítico de las concepciones y métodos clásicos de la jurisprudencia» y un nuevo enfoque de la teología islámica y la exégesis coránica (Tafsir).
Fue el primero de varios movimientos islámicos, incluidos el secularismo, el islamismo y el salafismo, que surgieron a mediados del siglo XIX como reacción a los rápidos cambios de la época, especialmente la percepción del ataque de la civilización occidental y el colonialismo en el mundo musulmán. Los fundadores incluyen a Muhammad Abduh, un jeque de la Universidad de al-Azhar por un breve período antes de su muerte en 1905, Jamal al-Din al-Afghani y Muhammad Rashid Rida (fallecido en 1935).
Los primeros modernistas islámicos (al-Afghani y Muhammad Abdu) utilizaron el término «salafiyya», para referirse a su intento de renovación del pensamiento islámico, y este «movimiento salafiyya» a menudo se conoce en Occidente como «el modernismo islámico» aunque es muy diferente de lo que actualmente se conoce como movimiento salafí, que generalmente significa «ideologías como el wahabismo». Desde su inicio, el modernismo ha sufrido la cooptación de su reformismo original por parte de los gobernantes secularistas y por «el ulama oficial» cuya «tarea es legitimar» las acciones de los gobernantes en términos religiosos.
El modernismo difiere del secularismo en que insiste en la importancia de la fe religiosa en la vida pública, y del salafismo o el islamismo en que abarca las instituciones, los procesos sociales y los valores europeos contemporáneos.

### Coranismo
Los coránicos creen que el propio Mahoma fue un coránico y fundador del Corán, y que sus seguidores distorsionaron la fe y se dividieron en cismas y facciones como los suníes, los chiitas y los jariyíes . Los coránicos rechazan el hadiz y siguen únicamente el Corán. El grado en que los coránicos rechazan la autenticidad de la Sunna, pero los grupos más establecidos han criticado a fondo la autenticidad del hadiz y lo han rechazado por muchas razones, siendo la más frecuente la afirmación coranista de que el hadiz no se menciona en el Corán como fuente de teología islámica y la práctica, no se registró en forma escrita hasta más de dos siglos después de la muerte del Muhammed, y contiene errores y contradicciones internas percibidas.

#### Tolu-e-Islam
El movimiento fue iniciado por Muhammad Iqbal, y luego fue dirigido por Ghulam Ahmed Pervez, el cual no rechazó todos los hadices; sin embargo, únicamente aceptó hadices que «están de acuerdo con el Corán o no manchan el carácter del Profeta o sus compañeros». La organización edita y distribuye libros, folletos y grabaciones de las enseñanzas de Pervez.
Tolu-e-Islam no pertenece a ningún partido político, ni pertenece a ningún grupo religioso o secta. Está estrictamente contra el sectarismo, porque tales actos de crear sectas/divisiones en el islam son iguales en magnitud al concepto de Shirk, es decir, rechazo del monoteísmo.